# Mayra Ramírez
Mayra Tatiana Ramírez Ramírez (* 23. März 1999 in Sibaté) ist eine kolumbianische Fußballspielerin.

## Karriere

### Klub
Im Sommer 2020 wechselte sie aus ihrer Heimat von Independiente Medellín nach Spanien, wo sie sich Sporting Huelva anschloss. Ab der Saison 2022/23 lief sie für UD Levante auf.
Im Januar 2024 wurde sie vom FC Chelsea verpflichtet, wo sie einen Vertrag bis 2028 unterschrieb. Mit einer Ablösesumme von mindestens 450.000 € war ihr Wechsel für kurze Zeit der teuerste Transfer im Frauenfußball.
2024 wurde sie für den Ballon d’Or féminin nominiert.

### Nationalmannschaft
Für die kolumbianische A-Nationalmannschaft hatte sie ihr Debüt im Jahr 2019. Ihr erstes bekanntes Turnier war dann die Copa América 2022, wo sie es mit ihrer Mannschaft ins Finale schaffte und hier im Finale aber Brasilien mit 0:1 unterlag. Im Turnierverlauf erzielte sie selbst auch zwei Tore und bereitete eines vor. Mit dem Finaleinzug gelang aber auch die Qualifikation für die Fußball-Weltmeisterschaft der Frauen 2023.
Am 4. Juli 2023 wurde sie für den finalen Kader bei der Weltmeisterschaft 2023 nominiert, in jedem der fünf Spiele ihres Teams eingesetzt und schied mit der Mannschaft im Viertelfinale gegen die Engländerinnen aus.